# Monte Satima
O Monte Satima, ou Monte Lesatima, muitas vezes referido apenas como Satima ou Lesatima, é a terceira mais alta montanha do Quénia e a mais alta dos Montes Aberdare, com 4001 metros de altitude, embora existam referências que apontam 3999 m. O seu nome na língua maasai é Oldoinyo Lesatima, e admite uma série de nomes semelhantes, como Ol Donyo Le Satima, significando "montanha da vitela".
O seu pico fica na parte norte dos montes Aberdare, do lado oriental do Vale do Rift e um pouco a sul da linha do Equador. Tem 73 km de isolamento topográfico. Em seu redor há uma série de cones vulcânicos chamados "Dentes do Dragão". Há morenas entre 3600 e 3800 metros a noroeste da montanha.
A montanha é escalável e um destino turístico para amantes do montanhismo, sendo organizadas expedições até ao topo.